# Серніче-Великі
Серніче-Великі (пол. Siernicze Wielkie) — село в Польщі, у гміні Островіте Слупецького повіту Великопольського воєводства.
Населення — 303 особи (2011).
У 1975-1998 роках село належало до Конінського воєводства.

## Демографія
Демографічна структура станом на 31 березня 2011 року:
|          | Загалом | Допрацездатний вік | Працездатний вік | Постпрацездатний вік |
| -------- | ------- | ------------------ | ---------------- | -------------------- |
| Чоловіки | 152     | 35                 | 105              | 12                   |
| Жінки    | 151     | 36                 | 87               | 28                   |
| Разом    | 303     | 71                 | 192              | 40                   |